# 猎德大桥南站
猎德大桥南站是海珠有轨电车的一个车站，位于中國廣東省廣州市海珠区阅江西路猎德大桥底南侧东端之地面，于2014年12月31日启用。
本站與位於西南方的磨碟沙停车场接軌。

## 車站結構
猎德大桥南站是一個地面車站，位於阅江西路猎德大桥底南侧东端。
另外，车站设有自动售票机以及多个喷雾风扇。
| 地面 | 侧式站台 | 侧式站台                                  | 侧式站台 | 侧式站台 |
|      | 北站台   | █海珠有轨1号线 广州塔方向（下站：广州塔） |          |          |
|      | 南站台   | █海珠有轨1号线 万胜围方向（下站：琶醍）   |          |          |
|      | 侧式站台 |                                           |          |          |

本站西侧设单渡线以及出入段线，供所有列车前往车站旁的磨碟沙停车场。若广州塔站的渡线因安保活动被占用而导致列车无法在该站折返，所有前往广州塔方向列车均会使用本站西侧的单渡线驶入往万胜围方向的路轨，以继续前往广州塔站。

## 接驳交通
| 普通巴士线路（阅江西路西站） \| 编号 \| 编号 \| 线路 \| 线路 \| 线路 \| 收费 \| 备注 \| \| ---- \| ----------- \| ---------- \| ---- \| -------------------- \| ---- \| ------- \| \| \| 303A \| 广州南站 \| ⇆ \| 琶洲塔公交总站 \| 3元 \| 40分/班 \| \| \| B7 \| 海珠客运站 \| ⇆ \| 车陂路 \| 2元 \| \| \| \| 旅游观光1线 \| 黄埔古村 \| ⇆ \| 珠江泳场（海印公园） \| 2元 \| \| \| \| 夜108 \| 宸悦路 \| ⇆ \| 五羊邨 \| 3元 \| \| |             |            |      |                      |      |         |
| 编号 | 编号        | 线路       | 线路 | 线路                 | 收费 | 备注    |
| | 303A        | 广州南站   | ⇆    | 琶洲塔公交总站       | 3元  | 40分/班 |
| | B7          | 海珠客运站 | ⇆    | 车陂路               | 2元  |         |
| | 旅游观光1线 | 黄埔古村   | ⇆    | 珠江泳场（海印公园） | 2元  |         |
| | 夜108       | 宸悦路     | ⇆    | 五羊邨               | 3元  |         |

## 历史
本站在規劃及施工階段名為猎德大桥站，後來在開通前正式定名為獵德大橋南站。车站于2014年12月31日随线路开通試乘而启用。
受疫情防控措施影响，海珠有轨电车1号线曾于2022年11月5日至11月30日暂停服务，本站在此期间需要关闭。
为配合有轨电车缩短至广州塔东站相关工程，全线于2024年11月12日中午14时至当晚暂停服务，次日起以本站作为西端临时的终点站。待广州塔东站改造完成后，线路将延伸至该站始发。此外，本站于2017年底随海珠有轨电车1号线各站分获车站編號为「THZ1-03」，随着2025年广州塔东站相关工程完工，本站编号亦随之变更为「THZ1-02」。

## 轶事
2025年，有科研人员偶然发现车站附近轨道上生长的一种白色蘑菇，采样鉴定后确定为新物种。该物种由此被命名为“轨道蘑菇”（Agaricus cantonotraminus）。